# لويد ارين
لويد ارين (بالإنجليزية: Lloyd Warren)‏ هو مهندس معماري أمريكي، ولد في 10 نوفمبر 1868، وتوفي في 25 أكتوبر 1922.